# 175301 Mathur
175301 Mathur è un asteroide della fascia principale. Scoperto nel 2005, presenta un'orbita caratterizzata da un semiasse maggiore pari a 3,100767 UA e da un'eccentricità di 0,108107, inclinata di 21,763056° rispetto all'eclittica. Ha un diametro di 6,861 km.